# Campioni italiani assoluti di atletica leggera - Palla vibrata maschile
Questa pagina raccoglie un elenco di tutti i campioni italiani dell'atletica leggera nella palla vibrata, che era una variante della palla a sfratto: la palla da lanciare era in cuoio e riempita di crine animale; aveva una maniglia lunga 9 cm e il peso complessivo dell'attrezzo era di 1,8 kg.
Fu inserita nel programma dei campionati italiani per 4 edizioni: dal 1919 al 1922 e nel 1929. Ne esisteva anche una variante a squadre, per la quale furono assegnati quattro titoli italiani.

## Albo d'oro

### Individuale
| Anno | Atleta (società) | Prestazione |
| ---- | ---------------- | ----------- |
| 1919 | Carlo Butti ?    | 13,13 m     |
| 1920 | Carlo Butti ?    | 45,70 m     |
| 1921 | Carlo Butti ?    | 45,11 m     |
| 1922 | Carlo Butti ?    | 45,37 m     |
| 1929 | Arturo Longo ?   | 42,88 m     |

### A squadre
La versione a squadre della palla vibrata fece parte del programma della competizione nel 1920, 1921, 1922 e 1929. Le squadre erano formate da 5 giocatori (più una riserva) che giocavano su un campo rettangolare di 25×100 metri. La partita durava 20 minuti, suddivisi in due tempi.
| Anno | Atleta (società)                                                                          | Prestazione |
| ---- | ----------------------------------------------------------------------------------------- | ----------- |
| 1920 | Alfonso Butti Carlo Butti Giuseppe Butti Franco Donati Pietro Folli Enrico Grimoldi       | 4 p.        |
| 1921 | Angelo Bertolini Alfonso Butti Carlo Butti Giuseppe Butti Franco Donati Giacomo Giacomini | n/d         |
| 1922 | ? Bergamo Giuseppe Casarini Luigi Gianello Arturo Longo R. Longo Umberto Pistolato        | n/d         |
| 1929 | ? Arrigoni Ernesto Cecchinato Luigi Gianello Arturo Longo Ferruccio Scarpa                | n/d         |